# Andrzej Skrzyński
Andrzej Jan Skrzyński (ur. 17 listopada 1945 w Jankowej, zm. 13 listopada 2011) – polski polityk, poseł na Sejm II i IV kadencji.

## Życiorys

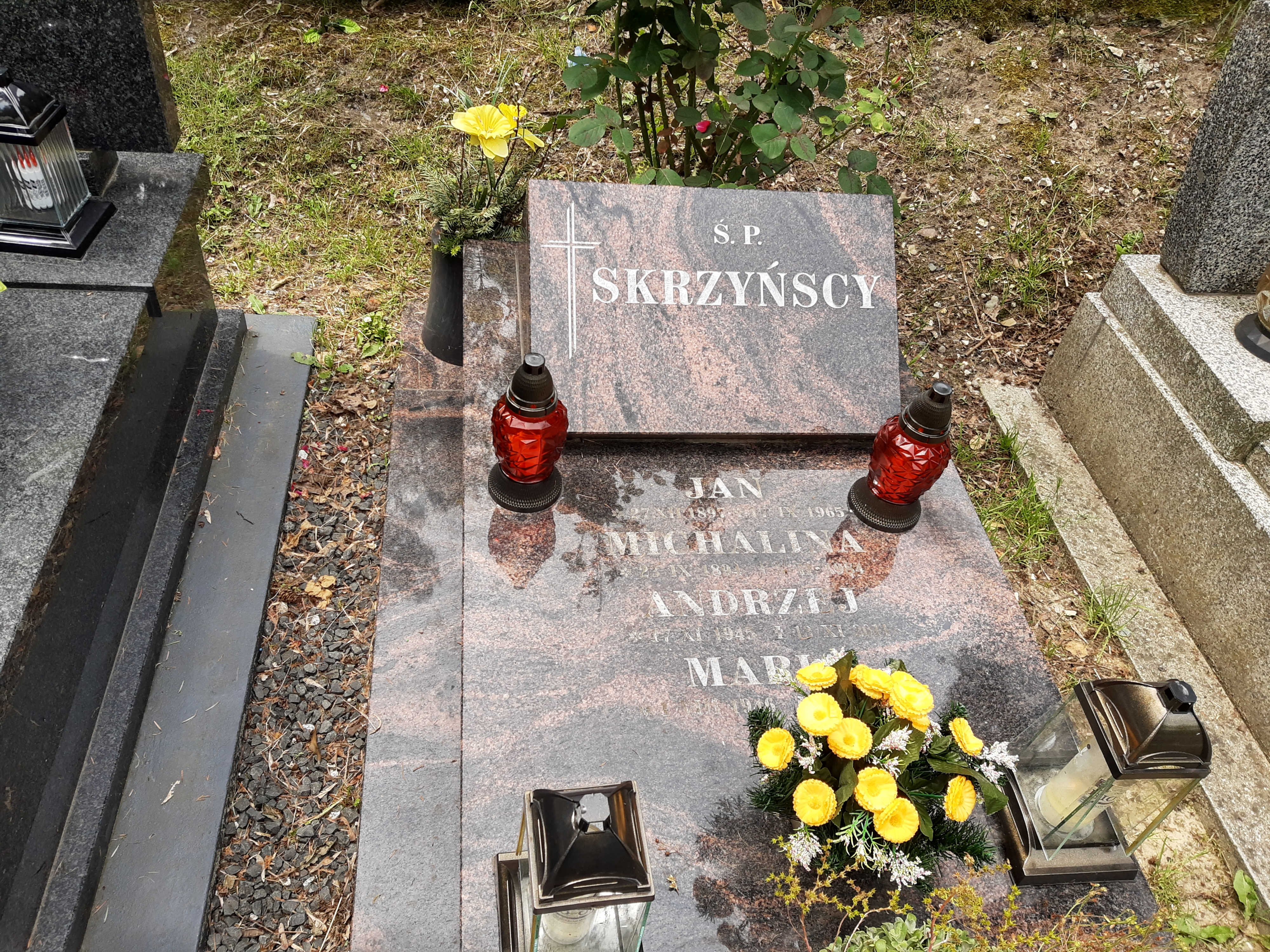
Grób Andrzeja Skrzyńskiego na cmentarzu Podgórskim

Syn Jerzego. Ukończył w 1965 Technikum Rolnicze w Breniu. Działał w Związku Młodzieży Wiejskiej, a od lat 70. do rozwiązania w Polskiej Zjednoczonej Partii Robotniczej. Pracował w Komitecie Wojewódzkim PZPR w Tarnowie (m.in. jako zastępca kierownika wydziału organizacyjnego).
Sprawował mandat posła na Sejm II kadencji z listy Sojuszu Lewicy Demokratycznej oraz IV kadencji z okręgu tarnowskiego, wybranego z ramienia komitetu koalicyjnego SLD-UP. W IV kadencji pracował w Komisji Regulaminowej i Spraw Poselskich. W 2005 nie ubiegał się o reelekcję. Był radnym Sejmiku Województwa Małopolskiego I kadencji w latach 1998–2001. W przedterminowych wyborach parlamentarnych w 2007 bez powodzenia kandydował ponownie do Sejmu z listy koalicji Lewica i Demokraci. W 2010 bezskutecznie kandydował z listy SLD do sejmiku. Zasiadał w wojewódzkich władzach SLD.
W 1998 został odznaczony przez prezydenta Aleksandra Kwaśniewskiego Krzyżem Kawalerskim Orderu Odrodzenia Polski.
Pochowany na cmentarzu Podgórskim (kwatera XXVII/9/20).